# Дермотт (Арканзас)
Дермотт (англ. Dermott) — місто (англ. city) в США, в окрузі Шико штату Арканзас. Населення — 2021 особа (2020).

## Географія
Дермотт розташований на висоті 43 метри над рівнем моря за координатами 33°31′36″ пн. ш. 91°25′55″ зх. д. / 33.52667° пн. ш. 91.43194° зх. д. (33.526769, -91.432065). За даними Бюро перепису населення США в 2010 році місто мало площу 9,41 км², з яких 9,22 км² — суходіл та 0,19 км² — водойми.

## Демографія
Згідно з переписом 2010 року, у місті мешкало 2316 осіб у 939 домогосподарствах у складі 585 родин. Густота населення становила 246 осіб/км². Було 1182 помешкання (126/км²).
Расовий склад населення:
| - 77,8 % — чорних або афроамериканців - 20,2 % — білих - 0,7 % — азіатів - 0,1 % — корінних американців |

До двох чи більше рас належало 1,0 %. Іспаномовні складали 1,0 % від усіх жителів.
За віковим діапазоном населення розподілялося таким чином: 23,4 % — особи молодші 18 років, 57,8 % — особи у віці 18—64 років, 18,8 % — особи у віці 65 років та старші. Медіана віку мешканця становила 43,5 року. На 100 осіб жіночої статі у місті припадало 76,9 чоловіків; на 100 жінок у віці від 18 років та старших — 72,5 чоловіків також старших 18 років.
Середній дохід на одне домашнє господарство становив 38 238 доларів США (медіана — 21 017), а середній дохід на одну сім'ю — 46 602 долари (медіана — 27 067). Медіана доходів становила 52 955 доларів для чоловіків та 27 552 долари для жінок. За межею бідності перебувало 37,1 % осіб, у тому числі 45,5 % дітей у віці до 18 років та 33,1 % осіб у віці 65 років та старших.
Цивільне працевлаштоване населення становило 615 осіб. Основні галузі зайнятості: освіта, охорона здоров'я та соціальна допомога — 35,6 %, публічна адміністрація — 11,2 %, виробництво — 11,2 %.
За даними перепису населення 2000 року в Дермотті мешкало 3292 особи, 824 родини, налічувалося 1216 домашніх господарств і 1404 житлових будинки. Середня густота населення становила близько 439 осіб на один квадратний кілометр. Расовий склад Дермотта за даними перепису розподілився таким чином: 25,24 % білих, 73,27 % — чорних або афроамериканців, 0,15 % — корінних американців, 0,30 % — азіатів, 0,97 % — представників змішаних рас, 0,06 % — інших народів. Іспаномовні склали 0,76 % від усіх жителів міста.
З 1216 домашніх господарств в 29,9 % — виховували дітей віком до 18 років, 36,2 % представляли собою подружні пари, які спільно проживали, в 27,7 % сімей жінки проживали без чоловіків, 32,2 % не мали сімей. 28,8 % від загального числа сімей на момент перепису жили самостійно, при цьому 14,3 % склали самотні літні люди у віці 65 років та старше. Середній розмір домашнього господарства склав 2,59 осіб, а середній розмір родини — 3, 21 осіб.
Населення міста за віковим діапазоном за даними перепису 2000 року розподілилося таким чином: 29,0 % — жителі молодше 18 років, 8,7 % — між 18 і 24 роками, 24,1 % — від 25 до 44 років, 22,5 % — від 45 до 64 років і 15,7 % — у віці 65 років та старше. Середній вік мешканця склав 36 років. На кожні 100 жінок в Дермотті припадало 81,6 чоловіків, у віці від 18 років та старше — 78,6 чоловіків також старше 18 років.
Середній дохід на одне домашнє господарство в місті склав 17 857 доларів США, а середній дохід на одну сім'ю — 22 214 доларів. При цьому чоловіки мали середній дохід в 21 134 долара США на рік проти 17 318 доларів середньорічного доходу у жінок. Дохід на душу населення в місті склав 9998 доларів на рік. 25,9 % від усього числа сімей в окрузі і 32,5 % від усієї чисельності населення перебувало на момент перепису населення за межею бідності, при цьому 43,0 % з них були молодші 18 років і 22,4 % — у віці 65 років та старше.